# M28 (Ierland)
De M28 (Engels: M28 Motorway/ Iers: Mótarbhealach M28) is een in aanleg zijnde autosnelweg in Ierland met een lengte van 12,5 kilometer. De M28 is een upgrade van de nationale primaire weg N28 tussen de N40 South Ring Road van Cork en Ringaskiddy in het graafschap Cork. Het bouwcontract voor de snelweg werd ondertekend in november 2023.